# Gerard de la Vallée

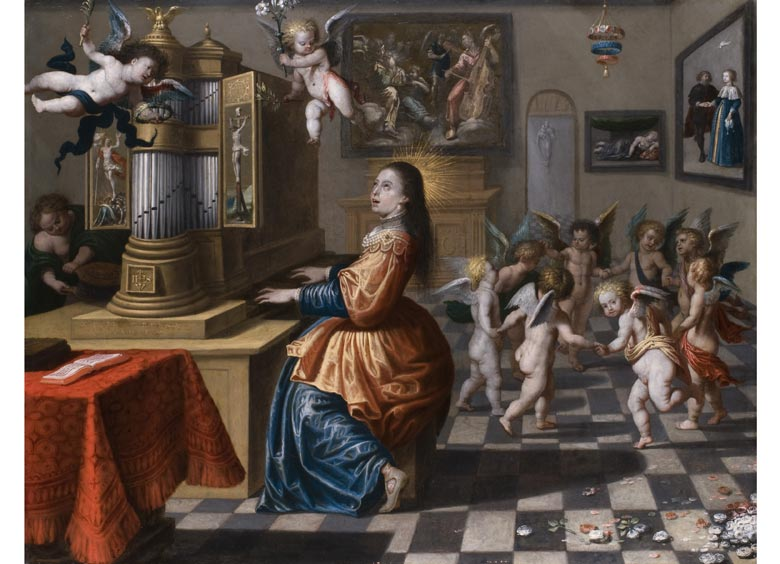
Santa Cecilia

Gerard de la Vallée  (1596/1597-después de 1667) fue un pintor flamenco de paisajes y pinturas de historia. Su trabajo fue inspirado por los grandes maestros flamencos y producido principalmente para el mercado de exportación.

## Vida

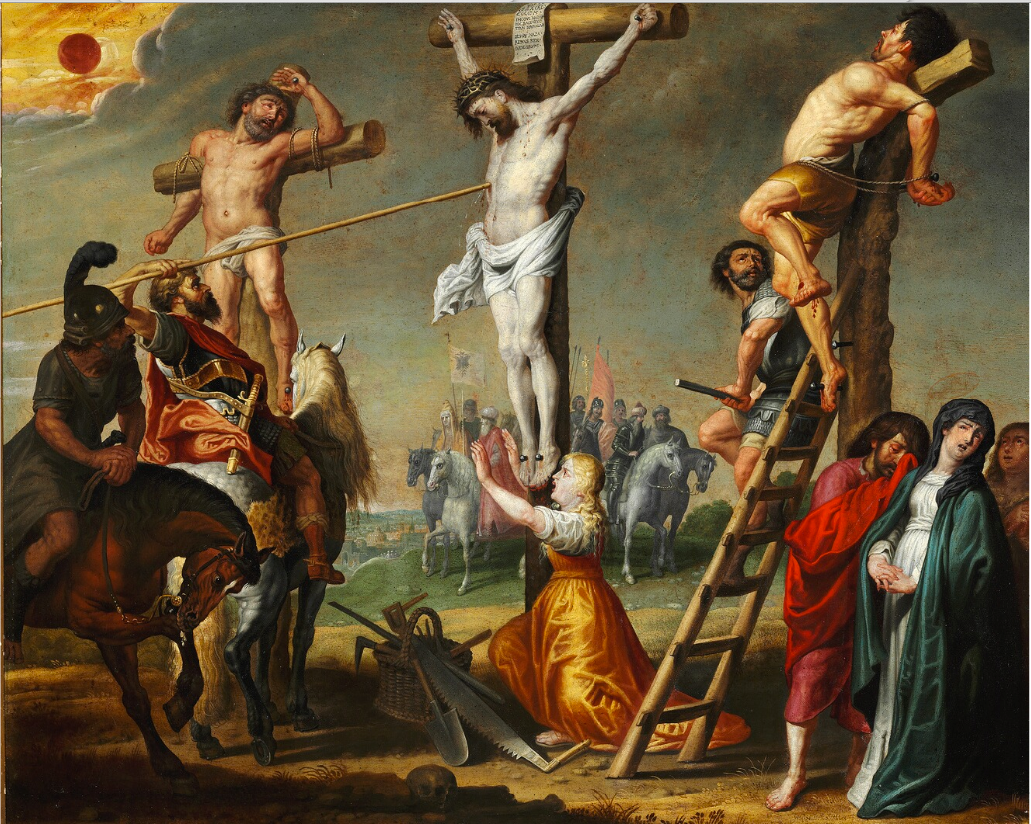
Longino perforando el costado de Cristo con una lanza

Poco se sabe con certeza sobre la vida de Gerard de la Vallée. El artista es probablemente idéntico a Gerard van den Dale, quien nació en Malinas en 1596 o 1597. También pudo haber nacido en Amberes. Se lo registró en Malinas el 3 de julio de 1620. Estuvo activo en París desde 1620 hasta 1625. En 1625 se lo vuelve a registrar en Malinas, donde produjo una pintura para la iglesia barroca llamada Onze-Lieve-Vrouw-over-de-Dijlekerk. 
En el año del gremio 1626-1627 fue documentado en Amberes cuando se registró como maestro en el gremio local de San Lucas bajo el nombre de Geeraert de la Vallee.  Un registro fechado en 1636 del artista que actúa como testigo de Guillam Forchondt y N. Lemmens es evidencia de que todavía estaba en Amberes en ese momento. Probablemente permaneció en la ciudad hasta 1656. De la Vallee trabajó para el taller Forchondt, que fue uno de los exportadores más importantes de arte flamenco a todos los rincones de Europa y América del Sur.   Muchas de las obras producidas en el taller de Forchondt, incluidas las de Gerard de la Vallée, utilizaron el cobre como soporte. Esto facilitó la exportación de Amberes a Sevilla, donde Forchondt tenía un puesto comercial. Desde Sevilla, las obras de arte fueron enviadas por Cádiz a Vera Cruz (México), donde fueron vendidas a conventos locales.  
Se desconoce el lugar y el momento de su muerte. Se cree que murió después de 1667 y antes de 1687.

## Trabajo

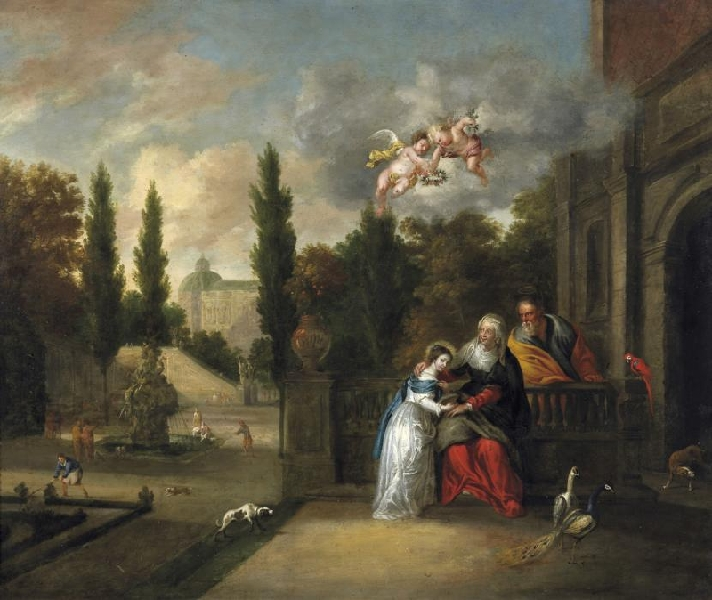
María como virgen del templo

Gerard de la Vallée fue pintor de paisajes e historia. Sus paisajes muestran la influencia de Abraham Govaerts y de Jan Brueghel el Viejo. Una serie de obras firmadas por el artista se conservan en Bogotá.  
Las obras de Gerard de la Vallée a menudo se derivan o se inspiran en las obras de los grandes maestros de la escuela de Amberes. Por ejemplo, en su <i id="mwRw">Ecce Homo</i> (En Jan de Maere), la figura de Cristo está inspirada en el <i id="mwSg">Ecce Homo de</i> Anthony van Dyck en el Barber Institute of Fine Arts en Birmingham, Inglaterra. La extracción de imágenes de otros maestros para crear nuevas obras para el mercado de exportación fue un sello distintivo del taller de Forchondt y también es evidente en el trabajo de de la Vallée.  Otro ejemplo se ve en <i id="mwUw">Santa Cecilia</i> (en Hampel Kunstauktionen -Munchen- 4 de julio de 2008, lote 223 según Peeter Sion). Los cupidos danzantes en este trabajo parecen estar basados en el trabajo <i id="mwVg">Canción de alabanza a Dios del Rey David de</i> Peter de Witte (también conocido como Peter Candid) (una versión en el Museo Frans Hals).
Colaboró con otros pintores. Se documentan colaboraciones con el pintor de figuras Pieter van Avont. Un ejemplo es el <i id="mwXg">Paisaje arbolado con la Virgen, Cristo Niño y San Juan</i> (en Lempertz el 21 de mayo de 2016, Colonia, Lote 1256).